# Алмирос
Алмиро̀с (на гръцки: Αλμυρός) е градче в Република Гърция, област Тесалия, регион Магнезия, център на дем Алмирос. Градът се намира в центъра на просперираща плодородна равнина. Той е важен селскостопански и търговски център на Магнезия, като също така се развива като туристически център за района. Основни селскостопански продукти които се отглеждат в околността му са домати, памук, пшеница, бадеми, фъстъци и шамфъстък.
Историята на града започва с древния град Алос (на около 10 км южно от Алмирос), руините на който все още могат да бъдат видени и посетени до днес. Алос е много важен и гъсто населен античен град, известен със своето пристанище и с ролята му по време на гръко-персийските войни. Алос е унищожен по време на Третата свещена война, възстановен е, и по време на Византийската империя подлаган на пиратски нападения, поради което е построен съвременният Алмирос.
Алмирос е мястото на решителната битка при Алмирос на 15 март 1311 г. между каталонската компания и Атинското херцогство. В резултат от победата, каталаните завладяват и подчиняват Атинското херцогство.

През 1838 г. селището е описано като: 
| „ | Един турски град, разположен на западния бряг на Пагасетийския залив, на половин час път навътре в сушата в равнината на Крокиос, и се състои от около 300 къщи. Той е най-вече населен от турци, със само няколко християнски заселници, които обработват земите на турците, живеещи там. | “ |

 Присъединен е заедно с цяла Османска Тесалия към Кралство Гърция на 17 август 1881 г., което е последвано от бурно развитие на града и околността, повторно заселени от гърци. По време на първата гръцко-турска война е отново зает от османците в периода 5 май – 22 декември 1897 г.
В Държавна агенция „Архиви“ се съхранява писмо от септември 1850 г. на жителка на тогавашното османско село до Александър Екзарх, от което става ясно, че немалка част от жителите на Алмира имат български имена: селянката Калина Стойку моли Екзарх да помогне за освободаването на сина ѝ Константин Стойку от Цариградския затвор, където е бил изпратен, наклеветен, че е разбойник. Писмото е подписано от няколко първенци от Алмира, между които са Мито, Нечко, Личо, Лало, Димо и пр.
През 1980 г. Алмирос е застигнат от катастрофално земетресение с магнитуд 6,5 по скалата на Рихтер, което унищожава голяма част от града.